# Chiesa di San Michele Arcangelo (Rezzoaglio)
La chiesa di San Michele Arcangelo è un luogo di culto cattolico situato nel comune di Rezzoaglio, nella città metropolitana di Genova. La chiesa è sede della parrocchia omonima ed arcipretura del vicariato di Bobbio, Alta Val Trebbia, Aveto e Oltre Penice della diocesi di Piacenza-Bobbio.

## Storia e descrizione

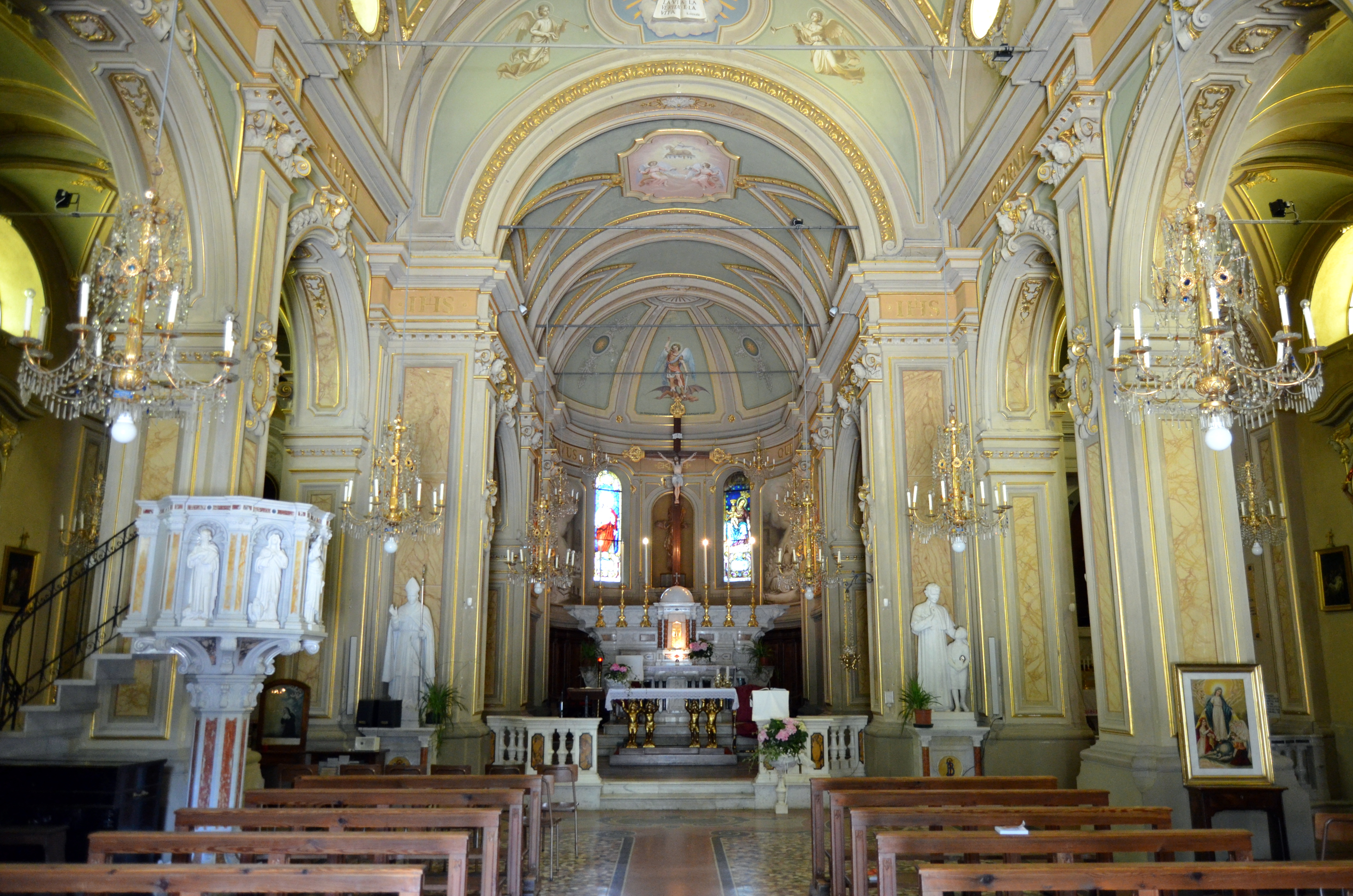
La navata centrale

In alcuni documenti, tra cui il primo datato al 1303, viene citato quello che alcuni storici presuppongono possa essere stato uno dei primi edifici di culto della zona. Il documento riporta testualmente S. Michaelis de Insula Vallis Avanti, ma più che la progenitrice dell'odierna parrocchiale di San Michele in Rezzoaglio, il testo potrebbe riferirsi ad una chiesetta edificata nell'attuale abitato di Isola o Isolarotonda, termine da cui proprio deriverebbe dall'originario toponimo Insula.
Parrocchia dal 1523, fu in questo periodo che la chiesa subì la costruzione della nuova navata centrale e ancora nel 1575 per una rovina della stessa; nel 1720 le venne allungata un'arcata. Nel 1739 un incendio distrusse la canonica e tutti i documenti parrocchiali andarono perduti. L'ultima grande trasformazione dell'edificio risale al 1929 con l'attuale conversione nello stile barocco. La chiesa venne consacrata il 1º settembre del 1930.
L'attiguo e alto campanile in pietra è stato edificato tra il 1769 e il 1825.
Tra le opere scultoree conserva dal 1611 una statua raffigurante San Terenziano precedentemente custodita nell'omonimo oratorio di Rezzoaglio.

## Dipendenze
Dalla parrocchia di Rezzoaglio dipende l'oratorio di San Lorenzo a Villa Cella.